# Meczet Muhammada Alego
Meczet Muhammada Alego (arab. مسجد محمد علي = Masdżid Muhamad ʿAlī), znany także jako Meczet Alabastrowy – meczet w stolicy Egiptu, Kairze, na terenie Cytadeli Kairskiej. 
Meczet został zbudowany w latach 1824–1848 na polecenie egipskiego kedywa Muhammada Alego. Meczet Muhammada Alego jest jednym z najbardziej charakterystycznych obiektów w Kairze.
Meczet jest w typowym stylu osmańskim. Wieńczy go jedna duża kopuła, otoczona przez kilka pół-kopuł. Średnica centralnej kopuły wynosi 21 m, a wysokość 52 m. Plan meczetu jest kwadratowy (41 x 41 m). Budynek otoczony jest dwoma 82-metrowymi minaretami każdy z 2 balkonami. Mihrab znajduje się na południowo-wschodniej ścianie, otoczony półkolistą niszą. Wnętrze oświetlają żyrandole i kuliste lampy. Są tu dwa minbary- jeden ozdobiony alabastrem, a drugi w stylu secesji. Wokół dziedzińca wznosi się arkada ozdobiona alabastrem. W meczecie znajduje się marmurowy cenotaf, w którym pochowany jest Muhammad Ali.

## Przypisy

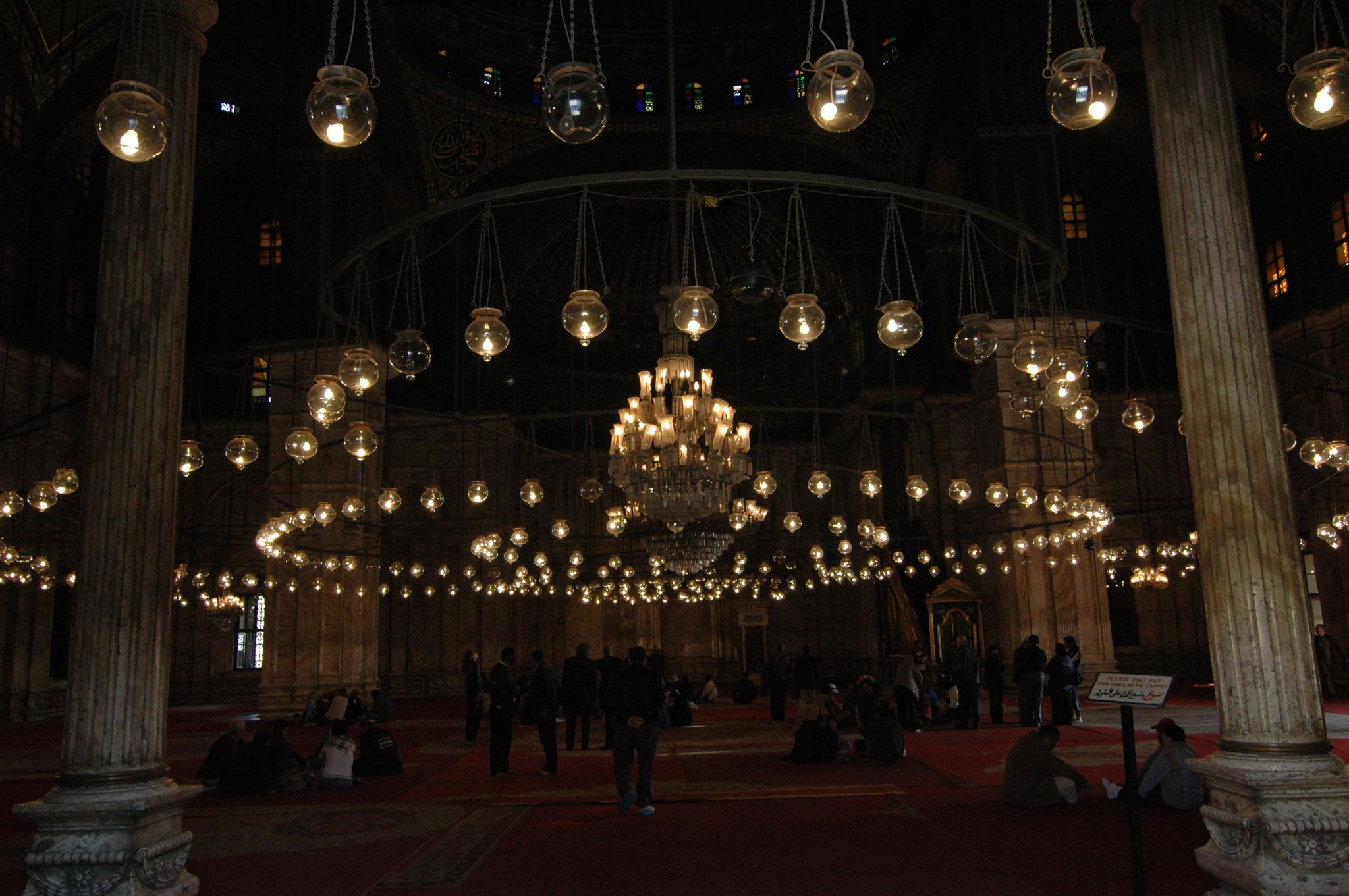
Wnętrze meczetu
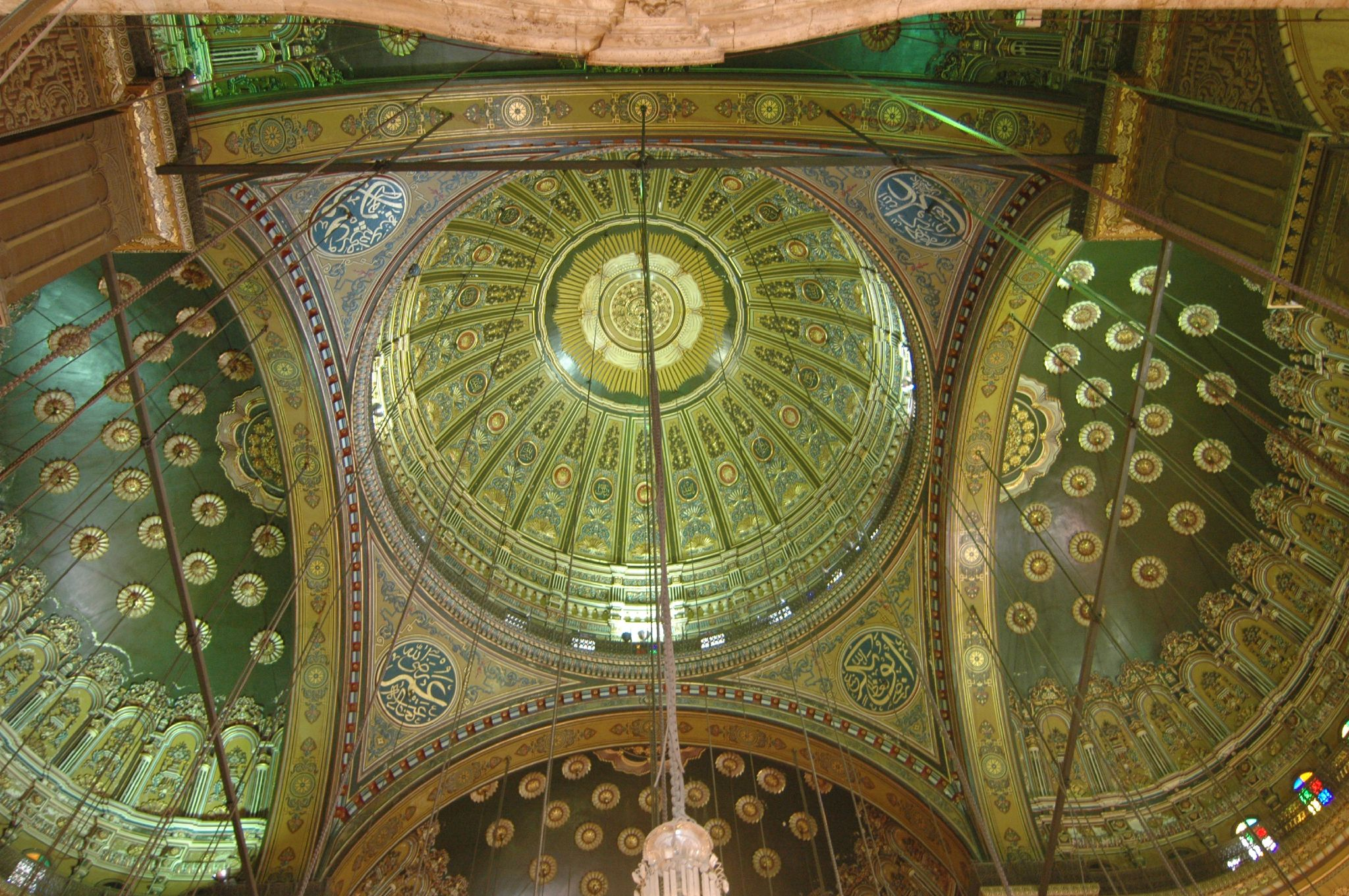
Kopuła
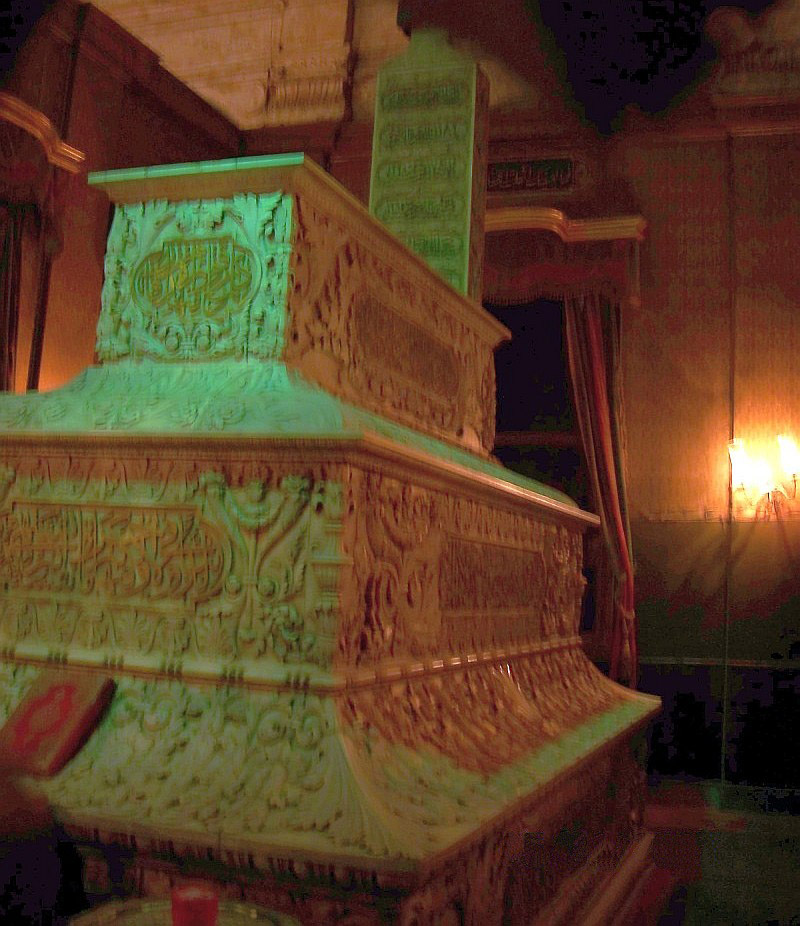
Grób Muhammada Alego
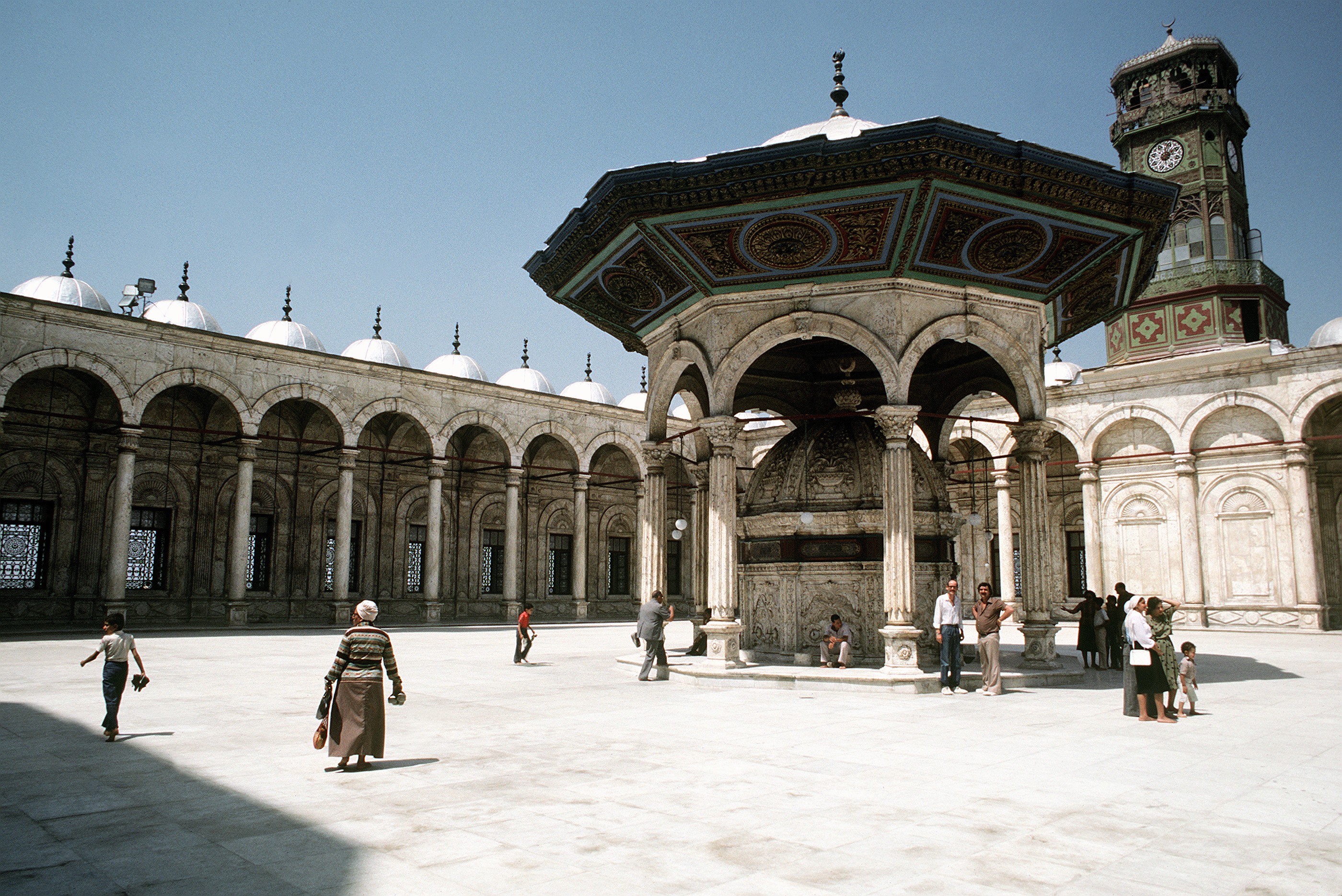
Dziedziniec z fontanną